# Zajęcia dydaktyczne
Zajęcia dydaktyczne – polski film psychologiczny z 1980 roku w reżyserii Ryszarda Bugajskiego.

## Obsada aktorska
- Anna Nehrebecka – Teresa Adamska
- Krzysztof Gordon – Marek Adamski
- Marek Bargiełowski – Lech Chojnowski
- Joanna Jędryka – Krystyna Laskowska
- Anna Łopatowska – gosposia
- Barbara Rachwalska – szatniarka Władzia